# Alan Leandro
Alan Leandro da Silva Pinheiro (14 de janeiro de 1989) é um futebolista brasileiro naturalizado timorense. Ele atua como atacante da Seleção Timorense de Futebol e atualmente defende o Esportivo.